# Радбод (граф Фризии)
Радбод (з.-фриз. Radbod; IX век) — граф Фрисландии во второй половине IX века.

## Биография
О графе Радбоде известно очень мало. Он упоминается как один из фрисландских графов второй половины IX века. Радбод назван соратником Ренье Длинношеего, якобы около 875 года отразившего нападение Роллона на побережье Фризии. Незначительное число сообщающих о Радбоде средневековых исторических источников позволяет современным историкам даже сомневаться в его существовании. Возможно, в биографию Радбода ошибочно были включены события, относившиеся к какому-нибудь другому фрисландскому правителю IX века.